# Günter Dammann
Günter Albert Dammann (* 27. Mai 1941 in Bliedersdorf im Landkreis Stade; † 24. November 2021) war ein deutscher Germanist und Hochschullehrer.

## Leben
Günter Dammann, Sohn von Margareta Dammann, geborene Poppe, und des Lehrers Albert Dammann, besuchte das Gymnasium in Harburg und studierte an der Universität Hamburg Germanistik und Romanistik. Nach dem Staatsexamen 1967 war er wissenschaftlicher Angestellter in einem Editionsprojekt, dann wissenschaftlicher Assistent im germanistischen ‚Literaturwissenschaftlichen Seminar‘ der Universität Hamburg, wo er 1971 zum Dr. phil. promoviert wurde und von 1978 bis 2006 als Professor für Neuere Deutsche Literaturwissenschaft lehrte.
Dammann war ab 26. Mai 1971 verheiratet mit Ursula Dammann, geborene Kraft (geborene am 4. Juli 1943 in Buxtehude, gestorben am 23. November 2010), und lebte in Neu Wulmstorf. Ursula Kraft brachte einen Sohn mit in die Ehe, den späteren mit mehreren Preisen ausgezeichneten Journalisten Stefan Dammann (geboren 1965 in Buxtehude).

## Schriften (Auswahl)
- Antirevolutionärer Roman und romantische Erzählung. Vorläufige konservative Motive bei Chr. A. Vulpius und E. T. A. Hoffmann. Scriptor Verlag, Kronberg im Taunus 1975 (zugleich Dissertation Hamburg 1972), ISBN 3-589-20093-6.
- mit Karl Ludwig Schneider und Joachim Schöberl: Georg Heyms Gedicht „Der Krieg“. Handschriften und Dokumente. Untersuchungen zur Entstehungsgeschichte und zur Rezeption. Winter, Heidelberg 1978, ISBN 3-533-02700-7.
- Johann Gottfried Schnabel: Wunderliche Fata einiger Seefahrer. Hrsg. u. mit einem Nachwort v. G.D. 3 Bde. Zweitausendeins, Frankfurt 1997 (Haidnische Alterthümer).
- als Herausgeber: Hans Erich Nossack. Leben, Werk, Kontext. Königshausen und Neumann, Würzburg 2000, ISBN 3-8260-1807-9.
- als Herausgeber mit Dirk Sangmeister: Das Werk Johann Gottfried Schnabels und die Romane und Diskurse des frühen 18. Jahrhunderts. Niemeyer, Tübingen 2004, ISBN 3-484-81025-4.
- als Herausgeber: B. Traven. Autor – Werk – Werkgeschichte. Königshausen & Neumann, Würzburg 2012. ISBN 978-3-8260-4797-8.
- als Herausgeber: Johann Gottfried Schnabels »Cavalier«-Roman. Vermessung eines lange unterschätzten Werks. Königshausen & Neumann, Würzburg 2017. ISBN 3-8260-6277-9.
- Napoleon Bonaparte unter den Serapions-Brüdern. Neue Einblicke in E.T.A. Hoffmanns Erzählwerk. Königshausen & Neumann, Würzburg 2022. ISBN 978-3-8260-7499-8.